# Ampulex canaliculata
Ampulex canaliculata är en  stekelart som beskrevs av Thomas Say 1823. Ampulex canaliculata ingår i släktet Ampulex och familjen Ampulicidae. Inga underarter finns listade i Catalogue of Life.